# 索尔达茨科-斯捷普诺耶农村居民点
索尔达茨科-斯捷普诺耶农村居民点（俄语：Солдатско-Степновское сельское поселение）是俄罗斯联邦伏尔加格勒州贝科沃区所属的一个农村居民点。其下辖有4个居民点，行政中心为索尔达茨科-斯捷普诺耶。据2016年统计，该农村居民点的人口为1078人。